# Dwayne Harper
Dwayne Harper (Orangeburg, 29 marzo 1966) è un ex giocatore di football americano statunitense che ha militato nel ruolo di cornerback nella National Football League (NFL).

## Carriera
Harper fu scelto nel corso dell'undicesimo giro (299º assoluto) del Draft NFL 1988 dai Seattle Seahawks. Vi giocò fino al 1993 per un totale di 96 partite e 13 intercetti. Fu membro della squadra del 1988 che vinse il primo titolo di division della storia della franchigia. Nel 1994 passò ai San Diego Chargers con cui raggiunse subito il Super Bowl XXIX, perso contro i San Francisco 49ers, in cui partì come titolare. Nel 1999 disputò l'ultima stagione nella NFL con i Detroit Lions. Fece un breve ritorno nel 2001 con i San Francisco Demons della XFL.

## Palmarès
- American Football Conference Championship: 1

San Diego Chargers: 1994